# Winnipeg
Winnipeg is de hoofdstad van de Canadese provincie Manitoba in Centraal-Canada. De stad telt ongeveer 749.607 inwoners (2021) en is daarmee de achtste stad van Canada. In de agglomeratie van de stad leven 834.678 mensen, twee derde van de bevolking van Manitoba.
Winnipeg staat bekend als de Poort naar het Westen (Gateway to the West) en speelt een belangrijke rol als nijverheids-, landbouw-, vervoer-, en onderwijscentrum.

## Geografie
Winnipeg ligt vlak bij het geografische middelpunt van Noord-Amerika, aan de monding van twee rivieren: Red River en Assiniboine River. Net ten zuidoosten van het stadscentrum ligt de grote wijk St. Boniface, het centrum van de Frans-Canadese gemeenschap in Manitoba.

### Klimaat
Het is een van de koudste steden ter wereld, met een gemiddelde temperatuur onder het vriespunt van november tot maart. In het midden van de winter is het 's nachts gemiddeld -18 °C. Bij sterke wind ligt de gevoelstemperatuur nog vijf tot tien graden lager. Canadezen hebben het dan ook vaak over "Winterpeg" in plaats van Winnipeg. Tussen mei en september is het vaak juist warm in Winnipeg, met uitersten van meer dan 35 °C.

## Sport
IJshockeyclub Winnipeg Jets is de belangrijkste sportclub van de stad en speelt in de National Hockey League.
De stad is sinds 2017 de thuisbasis van de voetbalclub Valour FC die uitkomt in de Canadian Premier League.

## Partnersteden
Winnipeg heeft met elf steden een stedenband, namelijk:
- Setagaya, Tokio, Japan, sinds 7 oktober 1970
- Reykjavik, IJsland, sinds 7 september 1971
- Minneapolis, Minnesota, (Verenigde Staten), sinds 31 januari 1973
- Lviv, Oekraïne, 26 november 1973
- Manilla, Filipijnen, 31 december 1979
- Táijhong, Taiwan, sinds 2 april 1982
- Kuopio, Finland, sinds 11 juni 1982
- Beër Sjeva, Israël, 15 mei, 1984
- Chengdu, China, sinds 24 februari 1988
- Chinju, Zuid-Korea, sinds 1 april 1992
- San Nicolás de los Garza, Mexico, sinds 23 juli 1999

## Geboren
- William Samuel Stephenson (1897-1989), gevechtspiloot, zakenman en spymaster
- Deanna Durbin (1921-2013), actrice en zangeres
- James Peebles (1935), natuurkundige en theoretisch fysisch kosmoloog, Nobelprijswinnaar 2019
- Jennifer Jones (1974), curler
- Anna Paquin (1982), actrice
- Brittany Schussler (1985), langebaanschaatsster
- Tracy Spiridakos (1988), actrice
- Dale Weise (1988), ijshockeyspeler
- Hannah Emily Anderson, actrice
- Chantal van Landeghem (1994), zwemster